# جسیکا توک
جسیکا توک (انگلیسی: Jessica Tuck؛ زادهٔ ۱۹ فوریهٔ ۱۹۶۳) یک هنرپیشه اهل ایالات متحده آمریکا است. وی از سال ۱۹۸۹ میلادی تاکنون مشغول فعالیت بوده‌است.
از فیلم‌ها یا برنامه‌های تلویزیونی که وی در آن نقش داشته است می‌توان به منشی، قاضی امی اشاره کرد.